# Amfilochia

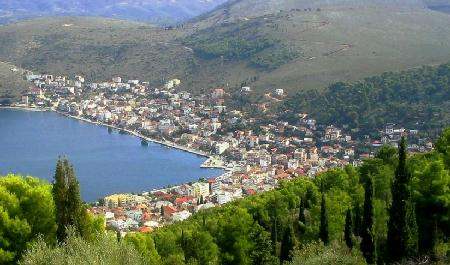
Amfilochia

Amfilochia (griechisch Αμφιλοχία [aɱfilɔˈçia] (f. sg.); alternative Transliteration Amphilochia) ist eine Gemeinde im Norden der griechischen Region Westgriechenland. Die gleichnamige Kleinstadt Amfilochia befindet sich an einem südlichen Ausläufer des ambrakischen Golfs und ist einem Amphitheater nachempfunden in die Küstenhänge gebaut. Im Westen wie im Osten der Kleinstadt erheben sich Hügel- und Bergketten; lediglich nach Süden erstreckt sich zwischen den vorgenannten Erhebungen ein enges Tal.
Das Gebiet um Amfilochia ist seit antiker Zeit besiedelt; die antike Siedlung Limnaia (Limnea) hat sich dort befunden. Überreste der antiken Mauern von Limnaia sind heute im östlichen Teil Amfilochias noch sichtbar. Während der osmanischen Besatzungszeit hieß die Kleinstadt Karvasaras. 1907 erfolgte die Umbenennung nach Amfilochia.
Amfilochia wird von der Ethniki Odos 5 (Europastraße 55 bzw. Europastraße 951) von Nordosten kommend (Ioannina, Arta) nach Süden führend (Agrinio, Mesolongi) passiert. Die Autobahn 5 wird Amfilochia ebenfalls passieren. Die Straße Ethniki Odos 42 zweigt in Amfilochia von der Nationalstraße 5 ab und führt über Vonitsa auf die Insel Lefkada entlang der Südküste des ambrakischen Golfs. Ein Eisenbahnanschluss existiert nicht.

## Gemeindegliederung
Seit der Eingemeindung der Nachbargemeinden Menidi und Inachos im Jahr 2011 umfasst die Gemeinde Amfilochia den Norden der Landschaft Ätolien und reicht über die Hügelkette des Makrinoros und das Tal des Flusses Inachos bis an das Valtos-Gebirge nach Osten, wo der Gipfel der Pyramida mit 1782 m ü. d. M. den höchsten Punkt des Gemeindegebiets bildet. Damit umfasst das Gemeindegebiet beinah das der ehemaligen Provinz Valtos, die 1997 aufgelöst wurde. Die drei 2011 zusammengeschlossenen Gemeinden bilden nun Gemeindebezirke, die 27 Dimotikes Kinotites umfassen.
| Gemeindebezirk      | griechischer Name           | Code   | Fläche (km²) | Einwohner 2011 | Einwohner 2021 | Dimotikes Kinotites (Sg. Δημοτική Κοινότητα) | Lage |
| ------------------- | --------------------------- | ------ | ------------ | -------------- | -------------- | --- | ---- |
| Amfilochia          | Δημοτική Ενότητα Αμφιλοχίας | 380401 | 399,020      | 10.264         | 09.154         | Amfilochia, Ambelakio, Anixiatiko, Varetada, Kechrinia, Loutro, Megas Kambos, Sardinio, Sparto, Stanos                                                        |      |
| Inachos             | Δημοτική Ενότητα Ινάχου     | 380402 | 584,555      | 04.760         | 03.967         | Chalkiopouli, Agridio, Alevrada, Amorgiani, Vrouviana, Giannopouli, Embresos, Malesiada, Babalio, Patiopoulo, Perdikaki, Petrona, Podogora, Stathas, Triklino |      |
| Menidi              | Δημοτική Ενότητα Μενιδίου   | 380403 | 107,314      | 02.032         | 01.858         | Menidi, Floriada |      |
| Gemeinde Amfilochia | Gemeinde Amfilochia         | 3804   | 1.090,889    | 17.056         | 14.979         | |      |